# Канагат
Канага́т (каз. Қанағат) — село у складі Сариагаського району Туркестанської області Казахстану. Входить до складу Капланбецького сільського округу.
До 2001 року село називалось Ленінжоли.
Населення — 2500 осіб (2021; 1904 у 2009, 1512 у 1999, 1366 у 1989).